# Rückeroberung Chorramschahrs
Irakische Invasion (1980)

Entegham – Kaman 99 – Chorramschahr – Sultan 10 – Scorch Sword – Abadan – Kafka – Ashkan – Morwarid – Dezful
Pattsituation (1981)

Tavakol – Susangerd – H-3
Iranische Offensiven zur Befreiung iranischen Territoriums (1981–82)

Samen-ol-A'emeh – Tariq al-Qods – Fath ol-Mobin – Beit ol-Moqaddas – Rückeroberung Chorramschahrs
Iranische Offensiven im Irak (1982–84)

Ramadan/1. Basra – Moslem Ibn Aqil – Muharram ol-Harram – Morgenröte 1 – Morgenröte 2 – Morgenröte 3 – Morgenröte 4 – Morgenröte 5/2. Basra – Kheibar/3. Basra – Kurdenaufstand – Morgenröte 6 – Morgenröte 7 – Hawizeh-Marschland
Iranische Offensiven im Irak (1985–87)

Badr/4. Basra – Morgenröte 8 – 1. al-Faw – Morgenröte 9 – Karbala 1 – Karbala 2 – Karbala 3 – Fath 1 – Karbala 4/5. Basra – Karbala 5/6. Basra – Karbala 6 – Karbala 7 – Karbala 8/7. Basra – Karbala 9 – Karbala10 – Nasr 4
Letztes Kriegsjahr (1988)

Beit ol-Moqaddas 2 – Anfal – Halabdscha – Zafar 7 – Tawakalna ala Allah – 2. al-Faw – Shining Sun – 40 Sterne – Mersad
Tankerkrieg

Earnest Will – Prime Chance – Eager Glacier – Nimble Archer – Praying Mantis
Internationale Vorfälle

Stark – Iran-Air-Flug 655
Die Befreiung Chorramschahrs war die Rückeroberung der Stadt Chorramschahr durch iranische Streitkräfte während des Iran-Irak-Krieges am 24. Mai 1982. Chorramschahr befand sich seit der Schlacht von Chorramschahr unter irakischer Kontrolle. Die Befreiung der Stadt gilt als ein Wendepunkt im Kriegsverlauf.

## Die Schlacht
Im Zuge der Operation Beit ol-Moqaddas drangen im April 1982 70.000 iranische Soldaten in die von irakischen Truppen besetzte Provinz Chuzestan vor. Die Iraker zogen sich nach Chorramschahr zurück und starteten am 20. Mai 1982 von dort aus einen Gegenangriff, der jedoch abgewehrt wurde. Die Iraner blockierten daraufhin alle Wege, die aus der Stadt führten und begannen ihrerseits mit einer Belagerung. Bereits vier Tage später, am 24. Mai 1982, war die Stadt offiziell wieder unter iranischer Kontrolle.

## Nachwirkungen
Nach der Niederlage in Chorramschahr und dem Verlust mehrerer Divisionen wollte Saddam Hussein den Krieg beenden und bot dem Iran Friedensverhandlungen an, was aber von iranischer Seite abgelehnt wurde. Die irakischen Truppen zogen sich über den Schatt al-Arab von iranischem Territorium zurück.